# Municipio de Riley (Iowa)
El municipio de Riley (en inglés: Riley Township) es un municipio ubicado en el condado de Ringgold en el estado estadounidense de Iowa. En el año 2010 tenía una población de 87 habitantes y una densidad poblacional de 1,24 personas por km².

## Geografía
El municipio de Riley se encuentra ubicado en las coordenadas 40°36′36″N 94°4′30″O / 40.61000, -94.07500. Según la Oficina del Censo de los Estados Unidos, el municipio tiene una superficie total de 70.19 km², de la cual 69,71 km² corresponden a tierra firme y (0,69 %) 0,48 km² es agua.

## Demografía
Según el censo de 2010, había 87 personas residiendo en el municipio de Riley. La densidad de población era de 1,24 hab./km². De los 87 habitantes, el municipio de Riley estaba compuesto por el 87,36 % blancos, el 9,2 % eran afroamericanos y el 3,45 % eran de una mezcla de razas. Del total de la población el 0 % eran hispanos o latinos de cualquier raza.